# منصور صفت‌گل
منصور صفت‌گُل نویسنده، مترجم و استاد تمام تاریخ دانشگاه تهران است که در سال ۱۳۴۰ خورشیدی در زابل متولد شد. وی مدرک کارشناسی تاریخ خود را از دانشگاه فردوسی، مدرک کارشناسی ارشدش را از دانشگاه تربیت مدرس، و دکترایش را از دانشگاه تهران اخذ کرده‌است.
کتاب وی تحت عنوان اطلس تاریخ بنادر و دریانوردی ایران (همراه با محمدباقر وثوقی) در نهمین دورهٔ جشنواره فارابی حائز رتبهٔ برتر شد.
وی در حوزهٔ تاریخ صفویه پژوهش و تدریس می‌کند. 

## آثار
تألیف
- صفت‌گل، منصور. ساخت نهاد و اندیشه دینی در ایران عصر صفوی.: رسا، ۱۳۸۱.
- محمد شفیع طهرانی و منصور صفت‌گل. مرآت واردات: تاریخ سقوط صفویان و پیامدهای آن و فرمانروایی ملک محمود سیستانی.: مرکز نشر میراث مکتوب، ۱۳۸۳.
- مسعود جوادیان، محسن جعفری مذهب، عبدالرسول خیراندیش، محسن رستمی، منصور صفت‌گل، جواد عباسی و مهدی فرهانی مفرد. تاریخ‌شناسی دورهٔ پیش دانشگاهی: رشتهٔ علوم انسانی.: سازمان پژوهش و برنامه‌ریزی آموزشی، ۱۳۸۵.
- صفت‌گل، منصور و نوبواکی کندو. پژوهشی درباره مکتوبات تاریخی فارسی ایران و ماوراءالنهر:صفویان، اوزبکان و امارت بخارا.: مؤسسه مطالعات زبانها و فرهنگهای آسیا و آفریقا ـ دانشگاه مطالعات خارجی توکیو ژاپن، ۱۳۸۵.
- صفت‌گل، منصور. گروه آموزشی تاریخ دانشگاه تهران. : انتشارات دانشگاه تهران، ۱۳۸۷.
- صفت‌گل، منصور. شاعر تاریخ یادگارنامه محمد ابراهیم باستانی پاریزی. تهران: نشر علم، ۱۳۹۴.
- صفت‌گل، منصور. روشنان دانشگاه. مشهد: ۱۳۹۵.

ترجمه
- صفت‌گل، منصور. برآمدن و فرمانروایی تیمور.: رسا، ۱۳۷۷.
- صفت‌گل، منصور. دستورالملوک میرزا رفیعا.: وزارت امور خارجه، ۱۳۸۵.
- صفت‌گل، منصور. تاریخ‌نویسی در روزگار فرمانروایی شاه عباس صفوی اندیشه گرته برداری و مشروعیت در متون صفوی. : انتشارات دانشگاه تهران، ۱۳۸۷.
- صفت‌گل، منصور. تغییر مذهب در ایران: دین و قدرت در ایران عصر صفوی. تهران: پژوهشگاه فرهنگ و اندیشه اسلامی، ۱۳۹۶.

## جشن‌نامه
کتاب ز هامون سوی گردون، جشن‌نامه دکتر منصور صفت‌گل است. این کتاب دربردارندۀ مقالاتی دربارۀ تاریخ، فرهنگ و تمدن ایران عصر صفوی است که به خواستاری رسول جعفریان، گودرز رشتیانی و شهرام یوسفی‌فر در انتشارات نگارستان اندیشه منتشر شده است.